# Augerville-la-Rivière
Augerville-la-Rivière – miejscowość i gmina we Francji, w Regionie Centralnym, w departamencie Loiret.
Według danych na rok 1990 gminę zamieszkiwało 170 osób, a gęstość zaludnienia wynosiła 42 osoby/km² (wśród 1842 gmin Regionu Centralnego Augerville-la-Rivière plasuje się na 968. miejscu pod względem liczby ludności, natomiast pod względem powierzchni na miejscu 1392.).